# 의성 추원재
의성 추원재(義城 追遠齋)는 대한민국 경상북도 의성군 단촌면에 있는 재실이다. 2019년 5월 16일 경상북도의 문화재자료 제674호로 지정되었다.

## 지정 사유
의성 추원재에서 제향하는 인물인 만취당 김사원은 비록 벼슬길에 나아가지는 않았으나, 퇴계의 문인이자 뛰어난 학자로서 명성이 높았으며, 임진왜란에서는 의병의 정재장을 맡을 만큼 의성 향촌사회를 주도했던 인물이었다. 건축적 측면 중에서는 편방형이라는 공간구성이 특징적으로 나타나고 있다고 판단된다. 안동문화권의 재사에서는 중당협실형이 전체 지역에서 광범위하게 나타나는 평면형식으로 볼 수 있으며, 편방형과 전퇴형은 비교적 적은 비중을 차지하고 있어, 문화재자료로 지정한다.

## 참고 문헌
- 의성 추원재 - 국가유산청 국가유산포털